# Жерменвил
Жерменвил (фр. Germainville) насеље је и општина у централној Француској у региону Центар (регион), у департману Ер и Лоар која припада префектури Дре.
По подацима из 2011. године у општини је живело 324 становника, а густина насељености је износила 37,37 становника/km². Општина се простире на површини од 8,67 km². Налази се на средњој надморској висини од 115 метара (максималној 139 m, а минималној 127 m).

## Демографија
| 1962. | 1968. | 1975. | 1982. | 1990. | 1999. | 2011. |
| ----- | ----- | ----- | ----- | ----- | ----- | ----- |
| 147   | 162   | 171   | 235   | 258   | 297   | 324   |

График промене броја становника у току последњих година